# José-Augusto França
José Augusto Rodrigues França GOIH • GCIH • GCIP • GCSE (Tomar, 16 de novembro de 1922 – Jarzé-Villages, 18 de setembro de 2021) foi um historiador, sociólogo e crítico de arte português.
Professor catedrático jubilado da Universidade Nova de Lisboa, é considerado um nome maior da historiografia da Arte em Portugal. "França é uma figura maior da Cultura Portuguesa. Poesia, cinema, pintura, arquitetura — pouco há que não interesse a este homem renascentista que privou com os melhores criadores e pensadores do último século".

## Biografia

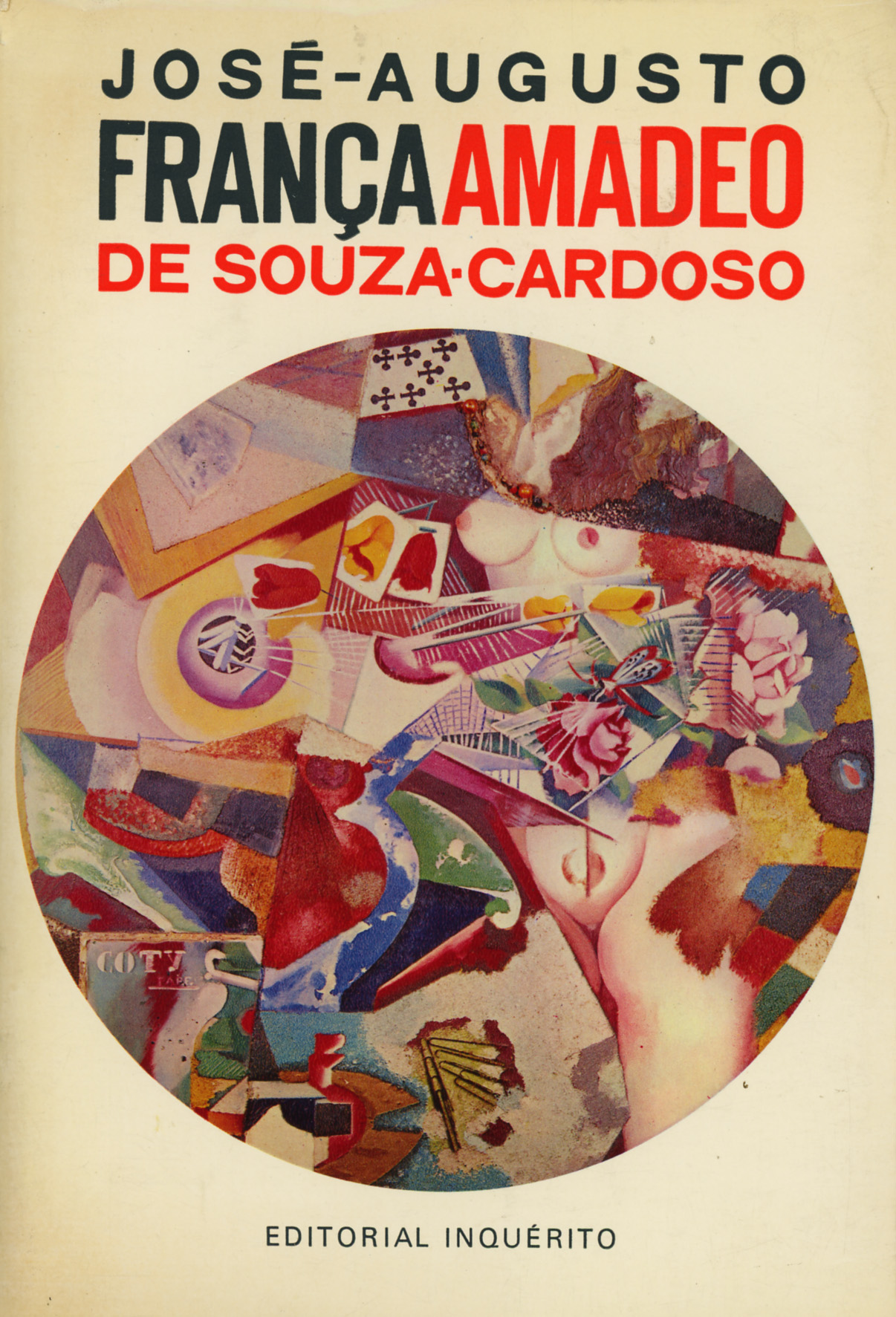
José-Augusto França, Amadeo de Souza-Cardoso, 1972

Frequentou a licenciatura em Ciências Histórico-Filosóficas pela Faculdade de Letras da Universidade de Lisboa (1941-45), nunca tendo concluído o curso. Partiu para Paris, como bolseiro do Estado francês, em 1959, aí permanecendo até 1963, tendo estudado com Pierre Francastel na Escola Prática de Altos Estudos. Na Universidade de Paris IV (Panthón-Sorbonne) obteve, sucessivamente, os graus de doutor em História, em 1962 — apresentando a tese Une Ville des Lumères: la Lisbonne de Pombal —, e, alguns anos depois, de doutor em Letras, em 1969 — apresentando a tese Le Romantisme au Portugal.
O seu interesse pela pintura manifestou-se em 1946, na sequência de viagens a Espanha e Paris, tendo realizado outras viagens à Europa e às Américas até se fixar em Paris em 1959. Nas décadas de 1940 e 1950 foi uma das figuras mais dinâmicas e influentes da vida cultural portuguesa. Entre 1947 e 1949 participou nas atividades do Grupo Surrealista de Lisboa, tendo um papel polémico de oposição aos neorrealistas. Na década seguinte seria um defensor da arte abstrata, cujo primeiro salão nacional organizou, na Galeria de Março, que dirigiu entre 1952 e 1954. Publicou os seus primeiros artigos de crítica de arte no Horizonte, Jornal das Artes, tendo a partir daí uma extensa colaboração em jornais e revistas da especialidade de onde podem destacar-se: Unicórnio (1951-1956); Art d’Aujourd’hui; KWY; Colóquio/Artes (que dirigiu entre 1970 e 1996); etc. Foi presidente do Instituto de Cultura e Língua Portuguesa da Faculdade de Letras da Universidade de Lisboa (1976-79). Dirigiu o Centro Cultural Português da Fundação Calouste Gulbenkian em Paris (1980-86). O seu nome também consta da lista de colaboradores da Revista Municipal (1939-1973) publicada pela Câmara Municipal de Lisboa.
Lecionou na Sociedade Nacional de Belas Artes. A partir de 1974, foi professor catedrático da Universidade Nova de Lisboa, onde criou os primeiros mestrados de História de Arte do país, tendo-se jubilado em 1992. Foi presidente da Academia Nacional de Belas Artes, membro do Comité International d'Histoire de l'Art e presidente de honra da Association Internationale des Critiques d’Art.
Autor de referência na área das artes visuais e da cultura em Portugal, entre as suas obras destacam-se os estudos sobre a arte em Portugal nos séculos XIX e XX, as monografias sobre Amadeo de Souza-Cardoso e Almada Negreiros, além de outros volumes de ensaios de interpretação e reflexão histórica, sociológica e estética sobre problemas da arte contemporânea.
Na domínio da ficção, publicou um primeiro romance em 1949, Natureza Morta, seguindo-se, em 1958, um livro de contos. Depois de um prolongado interregno, voltou a publicar com mais regularidade, podendo nomear-se obras como Buridan (2002), A Bela Angevina (2005), José e os Outros (2006), Ricardo Coração de Leão (2007), João sem Terra (2008) e A Guerra e a Paz (2010).
Em 1992, procedeu à doação da sua coleção de livros à Biblioteca da Fundação Calouste Gulbenkian. Em 2004, doou parcialmente a sua coleção de arte ao Núcleo de Arte Contemporânea do Museu Municipal de Tomar, de que foi diretor até 2015. Em 2005, doou as suas obras literárias à Biblioteca Nacional de Portugal.

### Vida pessoal
Era filho de José França e Carmen Rodrigues França, ambos naturais de Tomar.
A 15 de abril de 1946, casou primeira vez civilmente, em Lisboa, com Maria Fernanda de Carvalho Silva (Camões, Lisboa, c. 1923), doméstica, filha do comerciante Leonel António da Silva, natural de Torres Novas (freguesia de Santiago), e de Amália da Costa Carvalho Silva, doméstica, natural de Lisboa (freguesia do Beato). Por sentença transitada em julgado a 15 de fevereiro de 1971, foi decretada a separação judicial de pessoas e bens entre o casal, que foi convertida em divórcio por sentença transitada em julgado a 25 de novembro de 1971.
A partir de 1972, passou a ter residência alternada entre Portugal e França, após o casamento com a também historiadora de arte Marie-Thérèse Mandroux, que tinha casa de família em Jarzé, na região de Anjou, em França.
A 30 de setembro de 2018, o jornal Público noticiou por equívoco a sua morte, depois de ter sofrido um acidente vascular cerebral. Morreu a 18 de setembro de 2021, na casa de saúde de Jarzé, na comuna de Jarzé-Villages, em França, onde se encontrava internado.

## Obras publicadas

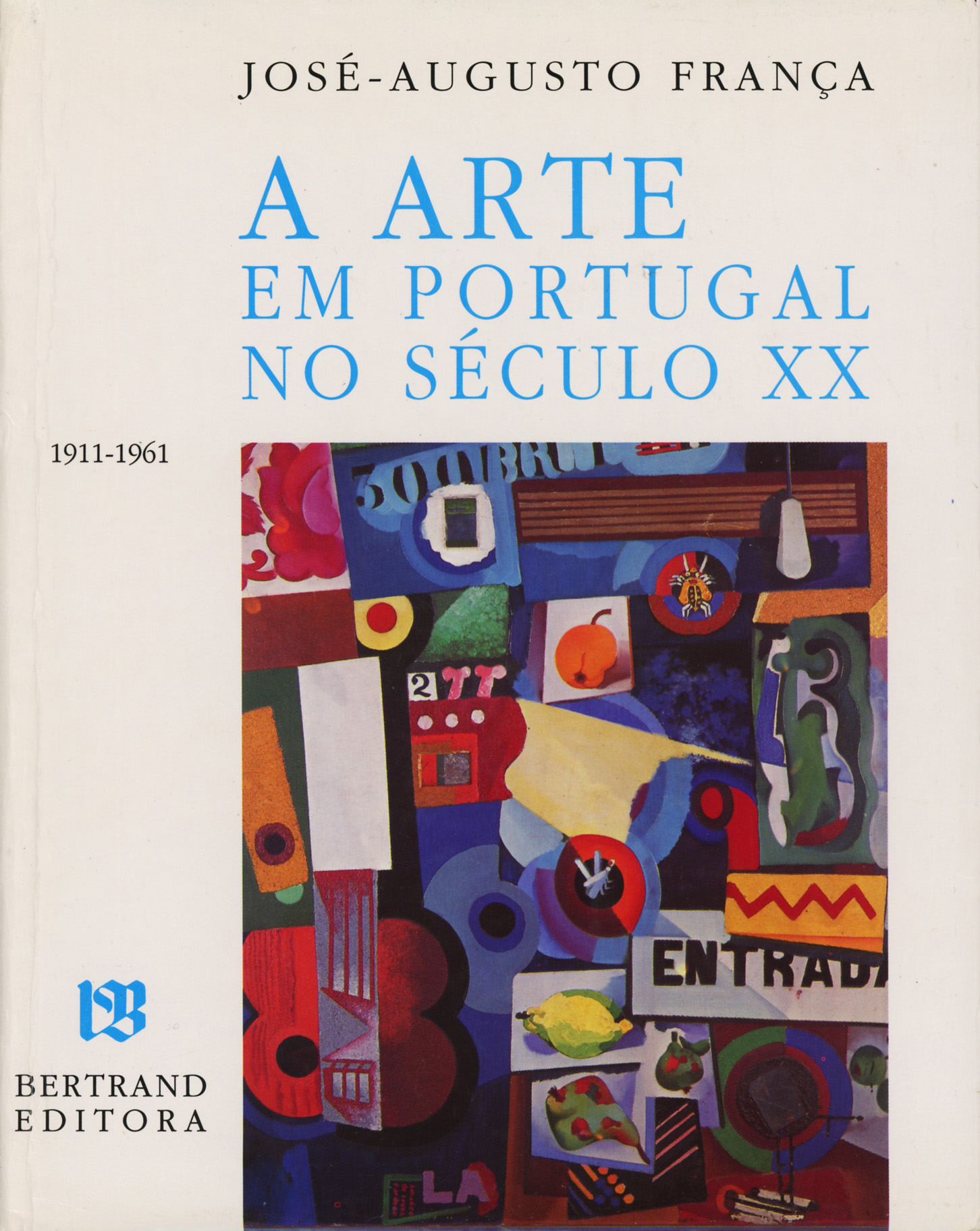
José-Augusto França, A Arte em Portugal no Século XX, 3.ª ed. 1991

Principais obras de José Augusto França (crítica e História da Arte e da Cultura):
- Amadeo de Souza-Cardoso: o português à força (estudo, 1954; 2.ª ed. 1972; 3.ª ed. 1986).
- Une Ville des Lumières: la Lisbonne de Pombal (estudo, Paris 1965; 2.ª ed. 1989);
  - tradução port. – Lisboa Pombalina e o Iluminismo (1.ª ed. 1966; 2.ª ed. 1978; 3.ª ed. 1988); tradução em italiano (1972).
- Oito ensaios sobre Arte Contemporânea (ensaios, 1967; trad. franc. 1968).
- A Arte em Portugal no Século XIX (estudo, 2 volumes, 1967; 2.ª ed. 1981; 3.ª ed. 1990).
- Introdução ao CAMÕES de Almeida Garrett (estudo, 1972)
- António Carneiro (estudo, 1973).
- A Arte em Portugal no século XX (estudo, 1974; 2.ª ed. 1985; 3.ª ed. 1991).
- Almada Negreiros: o Português sem Mestre (estudo 1974; 2.ª ed. 1986).
- Le Romantisme au Portugal: étude de faits socio-culturels (estudo, Paris, 1975; tard. port. 6 vol. 1975; 2.ª ed. c. 1991).
- Rafael Bordalo Pinheiro: o português tal e qual (estudo, 1981; 2.ª ed. 1982).
- História da Arte Ocidental 1780-1980 (estudo, 1987).
- História da Arte Ocidental: modo de emprego 1780-1980 (ensaio, 1988).
- Os anos 20 em Portugal: estudo de factos socio-culturais (1992).
- 28 crónicas de um percurso (2016)

## Condecorações
- Medalha de Honra da Cidade de Lisboa, 1992.[6]
- Grande-Oficial da Ordem do Infante D. Henrique (10 de junho de 1991).[16]
- Grã-Cruz da Ordem da Instrução Pública (10 de novembro de 1992).[16]
- Grã-Cruz da Ordem do Infante D. Henrique (30 de janeiro de 2006).[16]
- Grã-Cruz da Ordem Militar de Sant'Iago da Espada (16 de novembro de 2021), a título póstumo.[16]
- Medalha de Mérito Cultural (2012)